# Liste der Baudenkmäler in Fürth-Unterfarrnbach
In der Liste der Baudenkmäler in Unterfarrnbach sind die Baudenkmäler im Fürther Ortsteil Unterfarrnbach aufgelistet. Zu diesen Baudenkmälern gibt es auch eine Bildersammlung.
Diese Liste ist eine Teilliste der Liste der Baudenkmäler in Fürth. Grundlage der Liste ist die Bayerische Denkmalliste, die auf Basis des bayerischen Denkmalschutzgesetzes vom 1. Oktober 1973 erstmals erstellt wurde und seither durch das Bayerische Landesamt für Denkmalpflege geführt und aktualisiert wird. Die folgenden Angaben ersetzen nicht die rechtsverbindliche Auskunft der Denkmalschutzbehörde.

## Baudenkmäler nach Straßen
| Lage                                         | Objekt                                | Beschreibung | Akten-Nr.                | Bild                                  |
| -------------------------------------------- | ------------------------------------- | --- | ------------------------ | ------------------------------------- |
| Am Kieselbühl (Standort)                     | Steinkreuz                            | Sandstein, vielleicht Ende 16. Jahrhundert. | D-5-63-000-1645 Wikidata | weitere Bilder                        |
| Kesselwiesen (Heuweg) (Standort)             | Grenzstein                            | Oben abgerundeter, jetzt am Boden liegender Sandsteinpfeiler, wohl 19. Jahrhundert; daneben niedriger, stehender Sandsteinpfeiler mit Nr. 106 | D-5-63-000-1646 Wikidata | Grenzstein                            |
| Ligusterweg 10 (Standort)                    | Schulhaus                             | Zweigeschossiger traufseitiger Satteldachbau mit Sandsteinerdgeschoss, Fachwerkobergeschoss und kleiner Aufzugsgaube, von Max Weber, bez. 1884, Aufstockung in Fachwerk bez. 1936/37; ehem. Nebengebäude mit Lehrerwohnung, zweigeschossiger Satteldachbau mit verputztem Erdgeschoss und Fachwerkobergeschoss, um 1935. | D-5-63-000-1647 Wikidata | Schulhaus                             |
| Unterfarrnbacher Straße (Standort)           | Kriegerdenkmal                        | Kriegerdenkmal für 1914/18, bildstockartiger Sandsteinpfeiler mit Relief des Heiligen Georg, 1922. | D-5-63-000-1649 Wikidata | Kriegerdenkmal                        |
| Unterfarrnbacher Straße 174 (Standort)       | Hofanlage mit Gasthaus                | Hofanlage mit Gasthaus: Wohnhaus mit Gaststube, eingeschossiger, giebelständiger Sandsteinquaderbau mit Frackdach, westliche Traufseite und südlicher Giebel in Fachwerk, 18./frühes 19. Jh., rückwärtiger Stallanbau um 1920; Hofdurchfahrt mit Wirtschaftshalle und Festsaal im Obergeschoss, zweigeschossiger, traufseitiger Satteldachbau, spätes 19./frühes 20. Jh.; Scheune, traufseitiger Sandsteinquaderbau mit Satteldach, 18./frühes 19. Jh. | D-5-63-000-2072 Wikidata | Hofanlage mit Gasthaus                |
| Unterfarrnbacher Straße 186 (Standort)       | Gasthaus Rotes Ross                   | Zweigeschossiger giebelständiger Satteldachbau mit verputztem Erdgeschoss und Fachwerk-Obergeschoss, 18. Jahrhundert; Wirtschaftsgebäude, zweigeschossiger, teils verputzter Rohbacksteinbau mit Walmdach, um 1900. | D-5-63-000-1553 Wikidata | weitere Bilder                        |
| Unterfarrnbacher Straße 193 / 191 (Standort) | Wohnhaus                              | Zweigeschossiger, traufseitiger Sandsteinquaderbau mit Satteldach und Sohlbänken, bez. 1805, Renovierung bez. 1934; Rückgebäude, eingeschossiger Sandsteinquaderbau mit Satteldach, bez. 1847. | D-5-63-000-1556 Wikidata | Wohnhaus                              |
| Unterfarrnbacher Straße 196 (Standort)       | Wohnstallhaus                         | Erdgeschossiger giebelständiger Satteldachbau mit Sandsteinerdgeschoss, Fachwerkgiebel und einseitiger Aufstockung mit Quergiebel in Fachwerk, 17./18. Jahrhundert. | D-5-63-000-1557 Wikidata | Wohnstallhaus                         |
| Unterfarrnbacher Straße 199 (Standort)       | Ehemaliges Bauernhaus, jetzt Gasthaus | Zweigeschossiger giebelständiger Satteldachbau, giebelseitig mit Sandsteingeschossen und Fachwerkgiebel, traufseitig mit Sandsteinerdgeschoss und Fachwerkobergeschoss, 18. Jahrhundert. | D-5-63-000-1558 Wikidata | Ehemaliges Bauernhaus, jetzt Gasthaus |